# Alternativa dos Veciños
Alternativa dos Veciños (Alternativa de los Vecinos) es un partido político de Oleiros (La Coruña) España. Nacida para presentarse como una candidatura independiente a las elecciones municipales de 1979 que representase a las distintas asociaciones de vecinos de Oleiros con el nombre de Candidatura dos Veciños (Candidatura de los Vecinos) y con Xosé Luís Martínez como candidato a la alcaldía, y que fue elegido como alcalde. En las elecciones de 1983 se presentó con el nombre de Alternativa dos Veciños y dirigido por Ángel García Seoane. No consiguió la alcaldía hasta que presentó una moción de censura que salió victoriosa. Desde 1991, AV está registrada como partido político, presidido por García Seoane.
Los candidatos de Alternativa dos Veciños se eligen de forma democrática mediante asambleas.
Los resultados de la acción política de Alternativa en Oleiros son los mayores índices de parques y espacios públicos por habitante de Galicia, el mayor índice de inversiones públicas municipales, una red de 10 bibliotecas públicas equipadas y activas, una red de 15 centros sociales y culturales, tres auditorios públicos y el mayor número de viviendas de promoción pública por habitante.
Sobre el partido, el alcalde Ángel García Seoane ha declarado:

Alternativa dos Veciños fue el primer partido que existió en Oleiros, es el único independiente nacido de las primeras elecciones democráticas que se mantiene independiente en Galicia y en España. No tenemos padrinos y con todo somos uno de los ayuntamientos más importantes de Galicia, no hacen falta padrinos sino trabajar, tener ideas y luchar".

Fidel Castro es concejal honorario.

## Elecciones
Oleiros
Obtuvo mayorías absolutas en 1991, 2011, 2015, 2019 y 2023
| Elecciones | Votos  | % de votos | Concejales | +/- |
| ---------- | ------ | ---------- | ---------- | --- |
| 1987       | 3.296  | 40.46      | 8          | +8  |
| 1991       | 4.362  | 53.2       | 10         | +2  |
| 1995       | 4.913  | 42.53      | 9          | -1  |
| 1999       | 5.583  | 41.28      | 9          | =   |
| 2003       | 7.286  | 45.4       | 10         | +1  |
| 2007       | 6.249  | 42.3       | 9          | -1  |
| 2011       | 8.343  | 48.35      | 11         | +2  |
| 2015       | 9.353  | 60.61      | 14         | +3  |
| 2019       | 10.498 | 58.71      | 13         | -1  |
| 2023       | 9.274  | 54.28      | 13         | =   |